# Hélène de Pourtalès
Hélène Barbey coniugata de Pourtalès (New York, 28 aprile 1868 – Ginevra, 2 novembre 1945) è stata una velista svizzera.
A 32 anni partecipò ai giochi della II Olimpiade di Parigi nel 1900, a bordo di Lérina, con cui vinse una medaglia d'oro nella prima gara della classe da una a due tonnellate e una medaglia d'argento, nella seconda gara della stessa categoria. Prese parte anche alla gara di classe aperta ma non riuscì a completarla.
A bordo di Lérina, con Hélène, furono presenti anche suo nipote Bernard de Pourtalès e sua marito, Hermann de Pourtalès.

## Palmarès
| Anno | Manifestazione | Sede   | Evento                 | Risultato |
| ---- | -------------- | ------ | ---------------------- | --------- |
| 1900 | Olimpiadi      | Parigi | Classe 1-2 ton, gara 1 | Oro       |
| 1900 | Olimpiadi      | Parigi | Classe 1-2 ton, gara 2 | Argento   |